# العلاقات الجنوب سودانية الساموية
العلاقات الجنوب سودانية الساموية هي العلاقات الثنائية التي تجمع بين جنوب السودان وساموا.

## مقارنة بين البلدين
هذه مقارنة عامة ومرجعية للدولتين:
| وجه المقارنة                                              | جنوب السودان                  | ساموا                        |
| --------------------------------------------------------- | ----------------------------- | ---------------------------- |
| المساحة (كم2)                                             | 619.75 ألف                    | 2.84 ألف                     |
| عدد السكان (نسمة)                                         | 12.58 مليون                   | 196.44 ألف                   |
| الكثافة السكانية (ن./كم²)                                 | 20.3                          | 69.17                        |
| العاصمة                                                   | جوبا                          | أبيا                         |
| اللغة الرسمية                                             | لغة إنجليزية                  | لغة إنجليزية، اللغة الساموية |
| العملة                                                    | جنيه جنوب سوداني، جنيه سوداني | تالا ساموي                   |
| الناتج المحلي الإجمالي (بليون دولار)                      | 2.90 مليار                    | 856.63 مليون                 |
| الناتج المحلي الإجمالي (تعادل القوة الشرائية) بليون دولار | 22.88 مليار                   | 1.15 مليار                   |
| الناتج المحلي الإجمالي الاسمي للفرد دولار أمريكي          | 73                            | 3.94 ألف                     |
| الناتج المحلي الإجمالي للفرد دولار أمريكي                 | 2.02 ألف                      | 5.79 ألف                     |
| مؤشر التنمية البشرية                                      | 0.467                         | 0.702                        |
| رمز المكالمات الدولي                                      | +211                          | +685                         |
| رمز الإنترنت                                              | .ss                           | .ws                          |
| المنطقة الزمنية                                           | ت ع م+03:00                   | ت ع م+13:00                  |

## منظمات دولية مشتركة
يشترك البلدان في عضوية مجموعة من المنظمات الدولية، منها:
| علم المنظمة | اسم المنظمة                               | تاريخ انضمام جنوب السودان | تاريخ انضمام ساموا |
| ----------- | ----------------------------------------- | ------------------------- | ------------------ |
|             | وكالة ضمان الاستثمار متعدد الأطراف        | 18 أبريل 2012             | 27 سبتمبر 2002     |
|             | منظمة الشرطة الجنائية الدولية             | ?                         | ?                  |
|             | الأمم المتحدة                             | 14 يوليو 2011             | 15 ديسمبر 1976     |
|             | مؤسسة التمويل الدولية                     | 18 أبريل 2012             | 28 يونيو 1974      |
|             | يونسكو                                    | 27 أكتوبر 2011            | 3 أبريل 1981       |
|             | مؤسسة التنمية الدولية                     | 18 أبريل 2012             | 28 يونيو 1974      |
|             | البنك الدولي للإنشاء والتعمير             | 18 أبريل 2012             | 28 يونيو 1974      |
|             | المركز الدولي لتسوية المنازعات الاستشارية | 18 مايو 2012              | 25 مايو 1978       |
|             | الاتحاد البريدي العالمي                   | ?                         | ?                  |
|             | الاتحاد الدولي للاتصالات                  | 3 أكتوبر 2011             | 7 أكتوبر 1988      |

## وصلات خارجية
- موقع وزارة الخارجية الجنوب سودانية